# Sitka
Sitka (en tlingit : Sheet’ká ; en russe : Ситка), initialement connue sous le nom de Novo-Arkhangelsk (russe : Ново-Архангельск ou Новоaрхангельск, Novoarkhanguelsk) est une ville-comté consolidée située sur l'île Baranof de l'archipel Alexandre, sur la côte Pacifique de l'État d'Alaska aux États-Unis. La ville a donné son nom à l'épicéa de Sitka. Initialement nommée Novo-Arkhangelsk à l'époque de l'Amérique russe, elle était la capitale de celle-ci.

## Géographie

### Situation

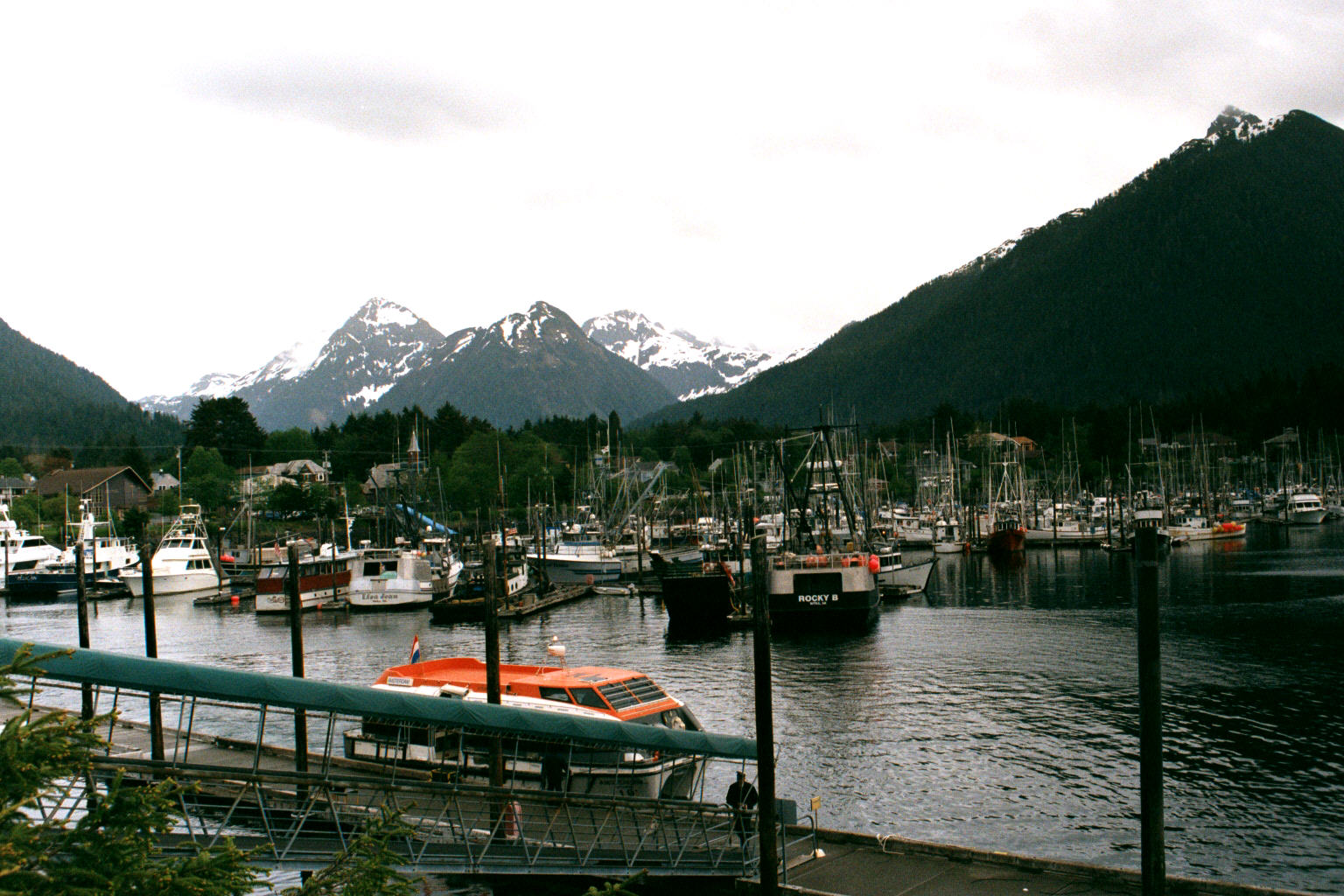
Panorama du port de Crescent Harbor, dans l'estuaire de l'Indian River avec, à l'arrière-plan, le massif des Sisters.

Selon le Bureau du recensement des États-Unis, Sitka est la commune la plus étendue des États-Unis, avec une superficie totale de 12 460 km2, dont 7 400 km2 de terres émergées et 5 030 km2 (40,3 %) d'eau. Elle devance Juneau qui ne compte que  7 440 km2 dont 7 040 km2 constructibles. Pour le reste des États-Unis, la commune la plus étendue des 48 États contigus est Jacksonville (Floride), avec 1 960 km2.

### Relief et géologie
La ville comprend la totalité des îles Kruzouf et Catherine, presque la totalité de l'île Baranof, excepté une petite zone de la pointe sud où se trouve Port Alexander, et possède le sud de l'île Chichagof. La ville de Sitka se situe principalement sur l'île Baranof, l'une des îles les plus escarpées et accidentées du sud-est de l'Alaska. L'île possède de nombreux sommets et autres reliefs élevés, et se situe dans l'archipel Alexandre. La côte orientale de l'île est bordée par de nombreuses petites îles. L'île se trouve au sud de l'île Chichagof, séparée d'elle par le détroit Peril. À l'ouest de l'île Baranof se trouve l'île Kruzof. Dans le sud de cette île se dresse le mont Edgecumbe, un stratovolcan endormi de 980 m d'altitude. La ville même est baignée par la baie de Sitka.
La géologie des sols est le reflet de la région, Sitka reposant sur des dépôts d'alluvions, de moraines et de sédiments. Avec la fin de la dernière période glaciaire il y a plus de 10 000 ans, un rebond isostatique se produit dans la région de Stika. Ce rebond est d'environ 0,33 cm/an. Les roches de l'île Baranof sont des roches ignées, des roches sédimentaires et des roches intrusives, d'âge Paléozoïque à Cénozoïque. Une étude de 2015 a montré que l'île Baranof et une partie de l'île Chichagof se trouvaient sur leur propre micro-plaque tectonique. La région se trouve entre deux longues failles dans le détroit de Chatham à l'est et dans l'océan Pacifique à l'ouest, mais l'île Baranof est séparée par la faille du détroit Peril de la région. Cette micro-plaque éloigne progressivement l'île Baranof des autres territoires du sud-est de l'Alaska.
Sitka repose sur un sol héritier des évènements volcaniques de la région. Le sol contient une quantité considérable de cendres volcaniques originaires d'une éruption des volcans de l'île Krouzof il y a environ 10 000 ans. Le sol est friable, le rendant dangereux en pouvant générer des glissements de terrain. Par ailleurs, plusieurs tourbières et autres zones humides se situent sur son territoire.

### Climat
Sitka bénéficie d'un climat océanique (Köppen Cfb) donc de températures fraîches à modérées, et est exposée à des pluies abondantes : le volume moyen des précipitations annuelles est de 2 200 mm ; les chutes de neige sont annuellement de 838 mm, réparties sur 233 + 19 jours respectivement. La température moyenne annuelle n'est que de 7,4 °C, avec des moyennes mensuelles s'étalant de 2,4 °C en janvier à 14 °C en août. La température de 21 °C est dépassée 5,1 jours par an et il y a dix jours sans dégel par an.
Le record de froid : −18,3 °C, a été atteint dans la nuit du 16 au 17 février 1948 et le record de chaleur (31,1 °C) a été atteint le 30 juillet 1976. Grâce à l'ambiance océanique, les hivers sont extrêmement doux par rapport à l'hinterland canadien. Grâce à la douceur relative des nuits, la ville se trouve pendant quatre mois au sud de l'isotherme de 10 °C, qui par convention marque la limite du climat polaire.
Considérant tous ces aspects, le climat de Sitka est fort voisin de celui de Fort William en Écosse. Malgré la douceur des nuits d'hiver, la rusticité de la flore est élevée pour cette latitude.
Port Walter est la région où les précipitations sont les plus élevées en Alaska, avec environ 6 100 mm.
| Mois                                  | jan.     | fév.     | mars     | avril   | mai     | juin    | jui.            | août    | sep.    | oct.    | nov.     | déc.     | année           |
| ------------------------------------- | -------- | -------- | -------- | ------- | ------- | ------- | --------------- | ------- | ------- | ------- | -------- | -------- | --------------- |
| Température minimale moyenne (°C)     | 0,2      | 0,1      | 0,3      | 2,9     | 6,1     | 9,1     | 11,4            | 11,6    | 9,2     | 5,5     | 2,2      | 0,8      | 4,9             |
| Température moyenne (°C)              | 2,5      | 2,7      | 3,1      | 5,9     | 9       | 11,7    | 13,7            | 14,1    | 11,8    | 8,1     | 4,6      | 3,1      | 7,6             |
| Température maximale moyenne (°C)     | 4,8      | 5,2      | 5,9      | 9,1     | 11,9    | 14,3    | 15,9            | 16,7    | 14,5    | 10,6    | 6,9      | 5,4      | 10,2            |
| Record de froid (°C) date du record   | −18 1971 | −18 1948 | −16 1951 | −7 1948 | −2 2002 | 2 1955  | 5 1945          | 3 1948  | −1 1956 | −7 1984 | −17 1985 | −17 1970 | −18 1948        |
| Record de chaleur (°C) date du record | 17 2018  | 16 1968  | 19 2019  | 24 1976 | 27 1964 | 28 1948 | 31 1976 et 2020 | 29 1950 | 25 1986 | 20 1969 | 18 1970  | 18 1944  | 31 1976 et 2020 |
| Précipitations (mm)                   | 213,4    | 149,4    | 142,7    | 109,2   | 97      | 74,4    | 115,3           | 185,9   | 297,9   | 300,5   | 254      | 215,1    | 2 154,8         |
| dont neige (cm)                       | 23,1     | 21,6     | 13       | 2,5     | 0       | 0       | 0               | 0       | 0       | 0,8     | 12,7     | 10,2     | 83,8            |
| Nombre de jours avec précipitations   | 21,2     | 16,8     | 18,4     | 17,4    | 16,3    | 16,7    | 18,9            | 19,4    | 22,4    | 23,7    | 22       | 21,6     | 234,8           |
| Nombre de jours avec neige            | 4,8      | 4        | 3,3      | 0,8     | 0,1     | 0       | 0               | 0       | 0       | 0,4     | 3,3      | 2,7      | 19,3            |

| Mois                                  | jan.     | fév.     | mars     | avril   | mai     | juin    | jui.    | août    | sep.    | oct.    | nov.     | déc.     | année    |
| ------------------------------------- | -------- | -------- | -------- | ------- | ------- | ------- | ------- | ------- | ------- | ------- | -------- | -------- | -------- |
| Température minimale moyenne (°C)     | −0,6     | −0,4     | −0,1     | 2,1     | 4,9     | 8       | 10,2    | 10,3    | 8,3     | 4,9     | 1,7      | 0,2      | 4,1      |
| Température moyenne (°C)              | 1,3      | 1,7      | 2,4      | 5,1     | 8,5     | 11,3    | 13,2    | 13,3    | 10,9    | 7,2     | 3,7      | 2        | 6,7      |
| Température maximale moyenne (°C)     | 3,3      | 3,8      | 4,9      | 8,2     | 12,1    | 14,6    | 16,3    | 16,3    | 13,5    | 9,6     | 5,8      | 3,8      | 9,3      |
| Record de froid (°C) date du record   | −18 1966 | −16 1968 | −15 1955 | −8 1966 | −4 1950 | 0 1955  | 1 2019  | 2 2019  | −3 2019 | −5 1984 | −16 1985 | −16 1970 | −18 1966 |
| Record de chaleur (°C) date du record | 15 1989  | 14 1995  | 14 2019  | 19 2003 | 22 1983 | 27 1991 | 26 1993 | 31 1990 | 23 1993 | 16 2012 | 14 2020  | 13 2014  | 31 1990  |
| Précipitations (mm)                   | 710,4    | 480,8    | 460      | 372,1   | 310,6   | 199,4   | 263,4   | 425,2   | 653,3   | 802,9   | 746,5    | 816,6    | 6 241,2  |
| dont neige (cm)                       | 535,9    | 528,3    | 603      | 243,1   | 0       | 0       | 0       | 0       | 0       | 0,5     | 149,1    | 387,1    | 2 447    |
| Nombre de jours avec précipitations   | 24,2     | 19,3     | 20,3     | 18,8    | 15      | 14,5    | 15      | 16,7    | 21      | 24,1    | 24,5     | 24,6     | 238      |
| Nombre de jours avec neige            | 16,8     | 15       | 14,8     | 3,1     | 0       | 0       | 0       | 0       | 0       | 0,1     | 5,6      | 12,6     | 68       |

### Environnement

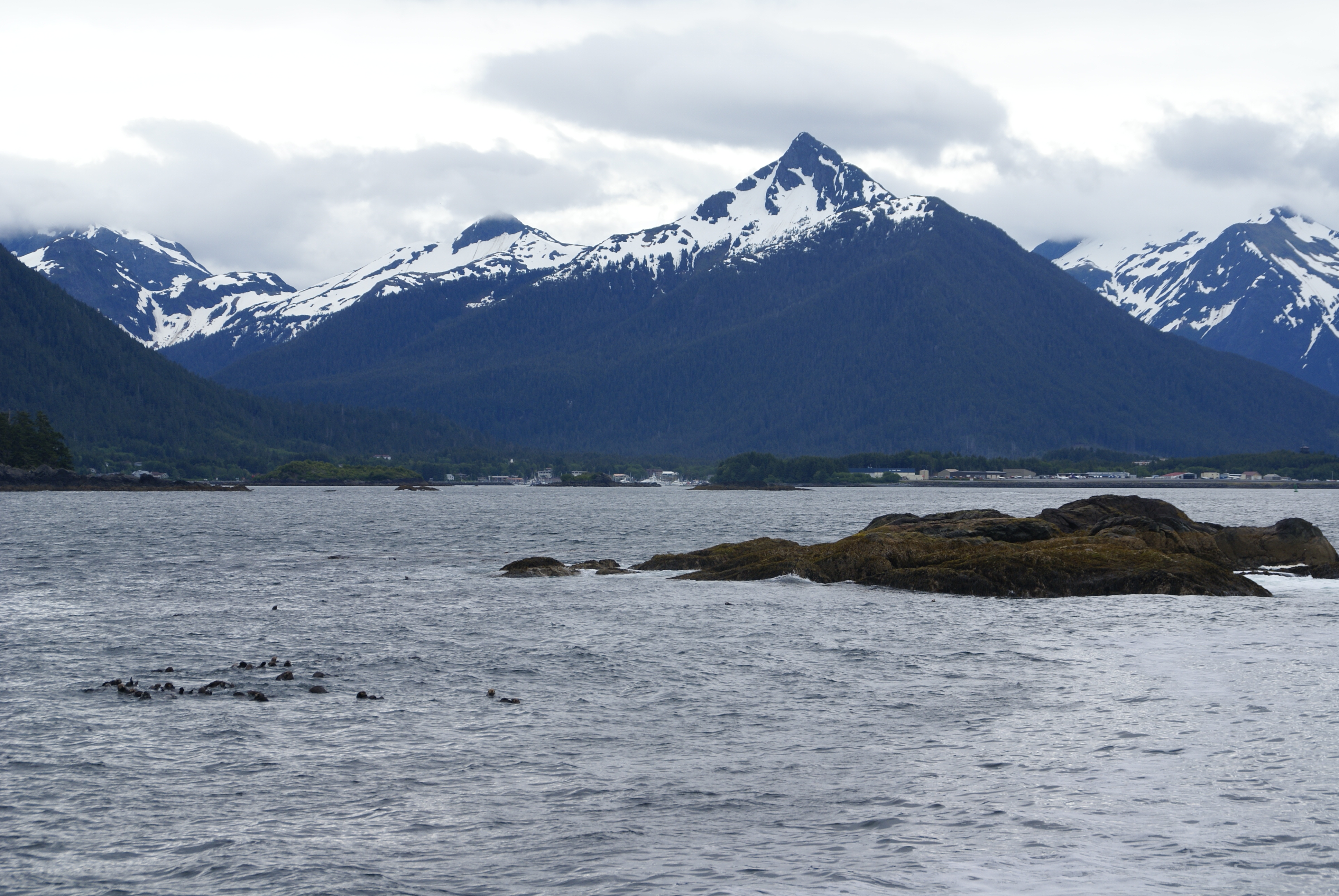
Baie de Sitka avec des montagnes recouvertes de forêts côtières du Pacifique Nord.

Sitka se situe dans l'écorégion terrestre des forêts côtières du Pacifique Nord, écorégion présente dans le sud-est de l'Alaska et en Colombie-Britannique. La flore est principalement constituée d'épicéa de Sitka et de tsuga de l'Ouest. Les aulnes rouges ont des croissances rapides dans les zones ouvertes. Le sous-bois est composée de bois piquant, de fougères de myrtilles et de ronces remarquables. Les estuaires et zones humides de Sitka sont nombreuses, avec des estuaires dominés par des halophytes. Les zones humides d'eau douce se situent principalement près de Starrigavan; dans le bassin de l'Indian River, et au pied des montagnes. Ces zones riches en plantes palustres ont des sols tourbeux.
La faune est caractéristique du sud-est de l'Alaska et des côtes Pacifiques de l'Amérique du Nord. Baignée par l'océan, de nombreux mammifères marins peuvent être observés, tels que les baleines à bosse qui viennent se nourrir dans la baie de Sitka. De nombreuses frayères se trouvent sur le territoire, comme pour le hareng du Pacifique qui pond jusqu'à 20 000 œufs lorsqu'il fraye en avril. Les cours d'eau voient aussi diverses espèces de saumon, de la truite arc-en-ciel, le chabot côtier et le Dolly Varden.

Les mammifères terrestres de la région comprennent de grandes espèces répandues comme le cerf de Sitka, la chèvre des montagnes Rocheuses et l'ours brun. Sitka abrite aussi de petits mammifères tels que les campagnols, les écureuils roux, les martres, les musaraignes et les visons. L'avifaune de Sitka comprend une grande variété d'oiseaux de mer ainsi que d'oiseaux migrateurs aux printemps et à l'automne. Parmi les oiseaux qu'abrite la région sont recensés les corbeaux, les grands Corbeaux et les mouettes. La pygargue à tête blanche est particulièrement présente lorsque le hareng et le saumon frayent au printemps et à l'automne respectivement. 

Environnement de Sitka :
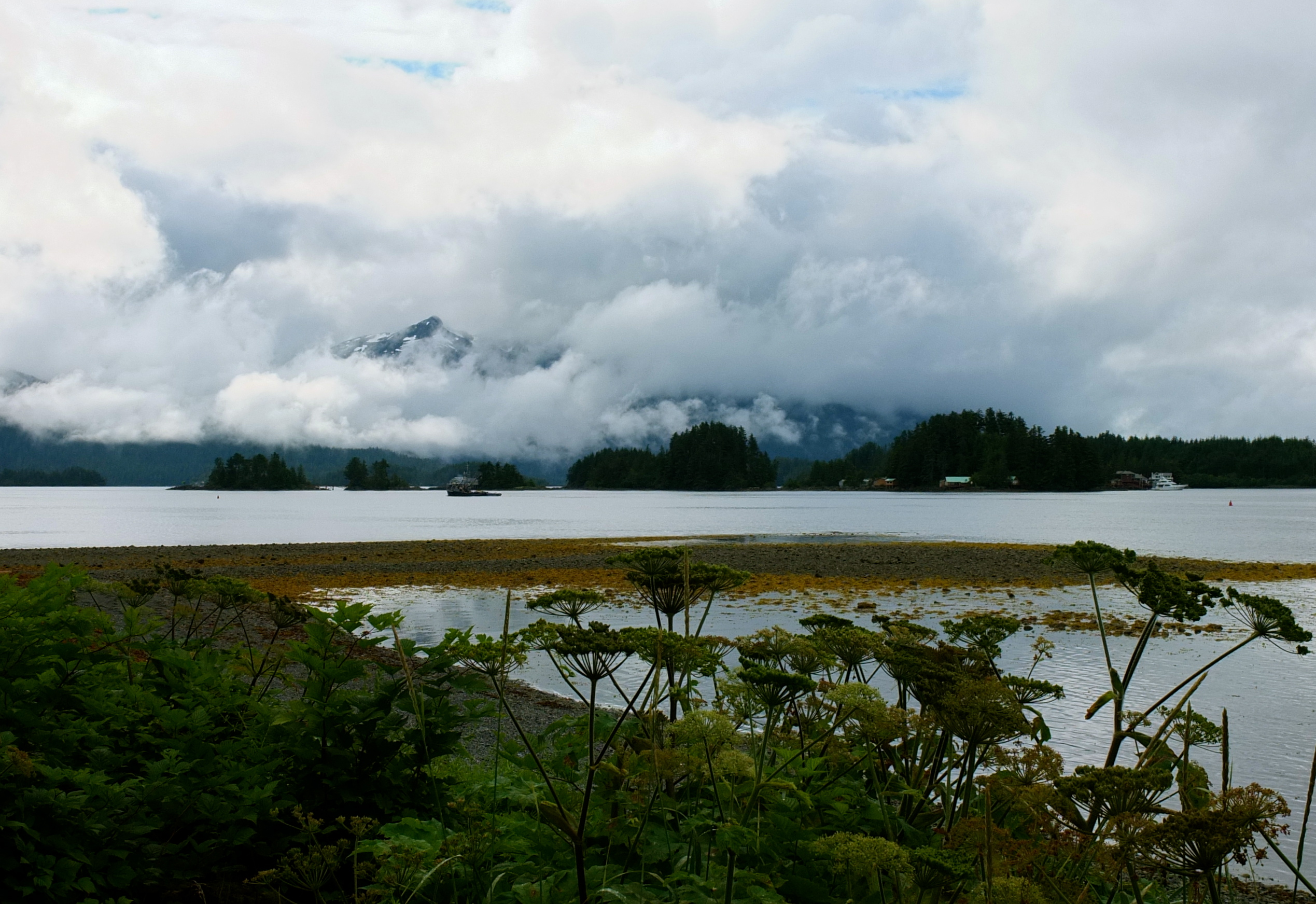
Littoral de l'île Baranof.
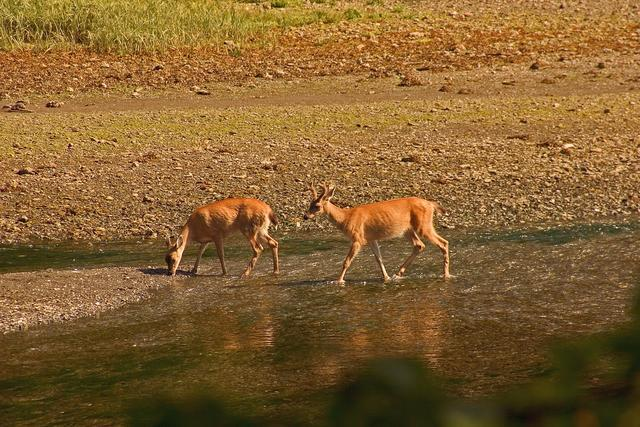
Cerfs de Sitka à l'Indian River.
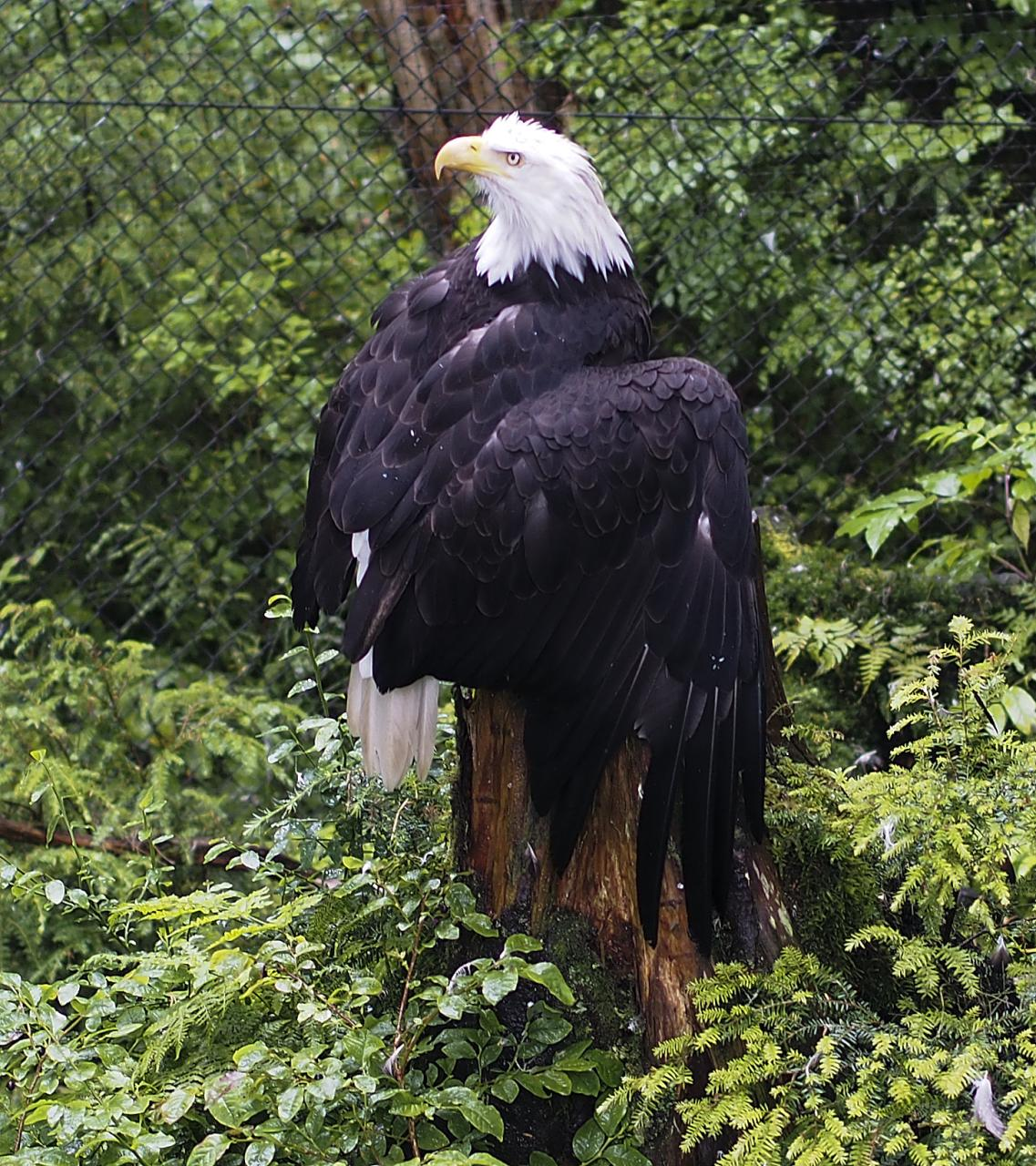
Pygargue à tête blanche.

## Histoire
En 1787, Alexandre Baranov y fonde un poste de traite où il implante d'anciens serfs russes et des Aléoutes. De 1799 à 1804, il est le gouverneur et administrateur résidant de l'Amérique russe et décide d'y construire sa capitale. Le fort est détruit par les Tlingits le 20 juin 1802 qui massacrent les colons russes.
Baranov reprend les lieux deux ans plus tard et l'île est rebaptisée Sitka (en russe ancien : Ситха, Sitkha), tandis que la capitale prend le nom de Novo-Arkhangelsk (actuelle « Sitka »). En 1807, le gouverneur réside au château Baranov.
En 1870, la ville devient le siège d'un évêché orthodoxe, le premier sur le continent américain.

## Politique et administration

### Tendances électorales
| Scrutin             | Résultats, | Résultats,      | Résultats, | Résultats, | Résultats,        | Résultats, | Résultats, | Résultats, | Résultats, |
| Scrutin             | 1er        | 1er             | %          | 2e         | 2e                | %          | 3e         | 3e         | %          |
| ------------------- | ---------- | --------------- | ---------- | ---------- | ----------------- | ---------- | ---------- | ---------- | ---------- |
| Présidentielle 2004 |            | Parti démocrate | 47,89      |            | Parti républicain | 41,49      |            | Autres     | 4,52       |
| Présidentielle 2008 |            | Parti démocrate | 50,89      |            | Parti républicain | 46,00      |            | Autres     | 3,11       |
| Présidentielle 2012 |            | Parti démocrate | 53,00      |            | Parti républicain | 47,59      |            | Autres     | 5,50       |
| Présidentielle 2016 |            | Parti démocrate | 47,71      |            | Parti républicain | 40,89      |            | Autres     | 11,40      |
| Présidentielle 2020 |            | Parti démocrate | 52,69      |            | Parti républicain | 43,29      |            | Autres     | 4,02       |

## Démographie
| Groupe               | Sitka | Alaska | États-Unis |
| -------------------- | ----- | ------ | ---------- |
| Blancs               | 65,3  | 66,7   | 72,4       |
| Autochtones d'Alaska | 16,8  | 14,8   | 0,9        |
| Métis                | 9,8   | 7,3    | 2,9        |
| Asiatiques           | 5,9   | 5,4    | 4,8        |
| Autres               | 1,3   | 1,6    | 6,2        |
| Afro-Américains      | 0,5   | 3,3    | 12,6       |
| Océaniens            | 0,3   | 1,1    | 0,2        |
| Total                | 100   | 100    | 100        |
|                      |       |        |            |
| Latino-Américains    | 4,9   | 5,5    | 16,7       |

Selon l'American Community Survey, pour la période 2011-2015, 88,86 % de la population âgée de plus de 5 ans déclare parler l'anglais à la maison, 3,59 % déclare parler le tagalog, 2,28 % l'espagnol, 1,24 % le tlingit, 0,93 % le russe, 0,66 % l'allemand, 0,62 % le coréen et 1,82 % une autre langue.
| 1880 | 1890  | 1900  | 1910  | 1920  |
| ---- | ----- | ----- | ----- | ----- |
| 916  | 1 190 | 1 396 | 1 039 | 1 175 |

| 1930  | 1940  | 1950  | 1960  | 1970  |
| ----- | ----- | ----- | ----- | ----- |
| 1 056 | 1 987 | 1 985 | 3 237 | 3 370 |

| 1980  | 1990  | 2000  | 2010  | 2020  |
| ----- | ----- | ----- | ----- | ----- |
| 7 803 | 8 588 | 8 835 | 8 881 | 8 458 |

## Hommages artistiques

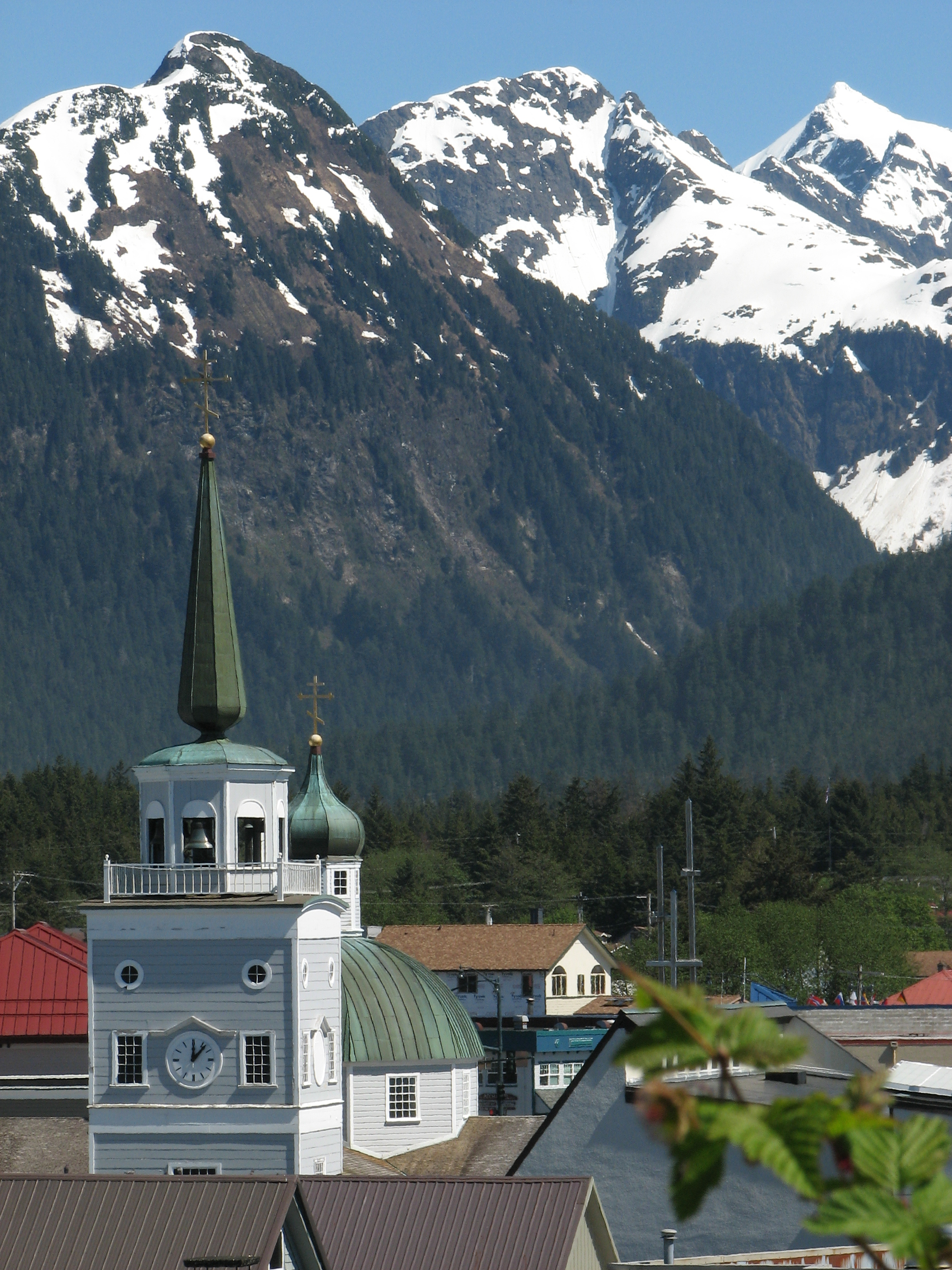
L'église russe de Sitka.

- Sitka est la ville qui sert de cadre au film La Proposition (2009)[16].
- L’agent du FBI Donald Ressler se rend à Sitka lors de l’épisode 6 de la saison 2 de Blacklist afin d’élucider une enquête.
- Elle est aussi la ville dans laquelle se déroule la majeure partie de l’action du roman Le Club des policiers yiddish.
- César Cascabel fait une halte à Sitka, le temps d'un chapitre, dans le roman éponyme de Jules Verne.
- Il existe, dans Flight Simulator X (FSX), une mission qui consiste à atterrir sur l'aéroport de Sitka.

## Personnalité
- Alexandre Filippovitch Kashevarov (1809-1870), navigateur, explorateur et hydrographe, a été élevé à Sitka ;
- William Morton (1822-1883), officier de marine et explorateur américain, y est mort.